# Сражение при Суфетуле
Сражение при Суфетуле (араб. فتح سبيطلة) — сражение между арабскими и византийскими войсками, произошедшее в 647 году во время завоевания арабами-мусульманами византийского экзархата Африка. 
В 642—643 годах арабы захватили Киренаику и восточную половину Триполитании вместе с Триполи. Только приказ халифа Умара (годы правления 634–644) остановил их экспансию на запад. В 647 году преемник Умара Усман приказал Абдаллаху ибн Сааду вторгнуться в византийский экзархат Африка. 20-тысячная армия мусульман вторглась в западную Триполитанию и продвинулась к северной границе византийской провинции Бизацена.
Экзарх Григорий, к этому времени объявивший независимость своего экзархата от Византийской империи, собрал войска и двинулся на юг против арабов. Силы экзарха состояли как из византийских, так и из берберских частей. Григорий сделал своей стратегической базой укрепленный город Суфетулу (совр. Сбейтла).
Ибн Саад, который дошел до местности, где позже был построен Кайруан, повернул затем на юго-запад и после нескольких дней подготовки напал на византийскую армию на равнине возле Суфетулы. В ходе начавшегося сражения армии Григория удалось полностью окружить войска Абдаллаха ибн Саада. Один из арабских военачальников, Абдулла ибн Зубайр, заметил колесницу Григория и, сумев перехватить её, убил командующего византийской армией. В результате боевой дух ромеев упал, и вскоре они были разгромлены. Византийцы обвинили в поражении берберов, потому что они якобы бежали, что привело к уничтожению элитных византийских частей.
После победы арабы разграбили Суфетулу и совершили набег на территорию экзархата, в то время как ромеи отступили в свои крепости. Не имея возможности взять штурмом византийские крепости и удовлетворившись огромным количеством награбленного, арабы согласились отступить в обмен на уплату большой дани золотом. 
Несмотря на то что после гибели Григория экзархат восстановил связи с Константинополем, византийское владычество в Африке было потрясено до основания победой арабов. Таким образом, битва при Суфетуле ознаменовала «конец, более или менее близкий, но неизбежный, византийского господства в Африке».